# مارتا غارسيا
مارتا غارسيا (بالإسبانية: Marta García)‏ هي متزلجة فنية إسبانية، ولدت في 13 نوفمبر 1993 في إشبيلية في إسبانيا.

## وصلات خارجية
- مارتا غارسيا على موقع الاتحاد الدولي للتزلج (الإنجليزية)